# Oberösch
Oberösch es una comuna suiza del cantón de Berna, situada en el distrito administrativo del Emmental. Limita al norte con la comuna de Niederösch, al este con Rumendingen, al sur con Ersigen, y al oeste con Utzenstorf.
Hasta el 31 de diciembre de 2009 situada en el distrito de Burgdorf.